# Bódogh János (gyorsírástanár)
Mányoki Bódogh János (Kecskemét, 1852. december 27. – Budapest, 1918. január 2.) magyar királyi távírótiszt és gyorsírástanár Szegeden.

## Élete
Kecskeméten, a kegyesrendiek főgimnáziumában végezte tanulmányait; a gyorsírás iránt érdeklődve, mint 8. osztálybeli tanuló gyorsírási tanfolyamot nyitott társai számára, korábban pedig három éven át írott gyorsírási lapot adott ki. 1875-ben letette a távírótiszti, 1878-ban a gyorsírástanári vizsgát. 1876-ban Szegeden nyert alkalmazást mint távírótiszt és a gyorsírás tanára a katolikus főgimnáziumban, 1880-tól a főreáliskolában.  1893-tól igazgatója volt az Országos Magyar Gyorsíró Egyesületnek. 1839 és 1903 között szerkesztette a Budapesti Gyorsírót és a Gyorsírászati Lapokat. Terjesztette a Gabelsberger-Markovits-féle gyorsírórendszer, majd Markovits halála után továbbfejlesztette azt.
Az elméleti téren működvén, megalapította a Gyorsírási Irodalmi Könyvtárt. A budapesti magyar gyorsíró-egyesület 1877-ben díszokmánnyal, 1880-ban arany tollal tisztelte meg.

## Munkái
–
- Jegyzetek Bódogh János előadásához. (A gyorsírás rövid tankönyve.) Szeged, 1880. (2. kiadás. 1881. 3. kiadás. 1883. Szeged)
- Gyorsírási olvasókönyv. Szeged 1881. (2. kiadás. Szeged 1889.)
- Vitaírási olvasókönyv. Szeged, 1882.
- A magyar gyorsírás tankönyve. Szeged, 1886–90. Három rész.
- A levelezési gyorsírás betűi és állandó rövidítései. Szeged, 1889.
- A gyakorlati gyorsírás állandó rövidítései. Szeged, 1889.
- A levelezési és gyakorlati gyorsírás állandó rövidítései. Szeged, 1890.
- Levelező gyorsírás : Gabelsberger-Markovits rendszer. Pozsony, 1900.
- Vita-gyorsírás : Gabelsberger-Markovits rendszer. Pozsony, 1901.